# Senna scabriuscula
Senna scabriuscula är en ärtväxtart som först beskrevs av Julius Rudolph Theodor Vogel, och fick sitt nu gällande namn av Howard Samuel Irwin och Rupert Charles Barneby. Senna scabriuscula ingår i släktet sennor, och familjen ärtväxter. Inga underarter finns listade i Catalogue of Life.